# Tadeusz Zubiński
Tadeusz Zubiński (ur. 9 lutego 1953 w Suchedniowie, zm. 25 marca 2018 w Aninie) – polski pisarz, tłumacz, krytyk, eseista, brat Inflancki Ậpsis.
Publikacje w kraju, między innymi: Akant, Akcent, Arcana, Arkusz, Autograf, Dedal, Dziś, Fraza, Fronda, Gazeta Kulturalna, Gazeta Suchedniowska, Glaukopis, Ikar, Kresy, Literatura, Mimo-za, Myśl.pl, Nowy Nurt, Odra, Opcje, Opcja na prawo, Pospolite Ruszenie, Pracownia, Przegląd Powszechny, Protokół kulturalny, Radostowa, Regiony, Sycyna, Świadectwo, Świętokrzyski Kwartalnik Literacki, Świat Inflant, Twórczość, 4 Wymiar.
Powieść sensacyjna „Tajemnica” –publikacja prasowa „Panorama Pilska”- 23-45/1993   
na Litwie: Nasz Czas, Znad Wilii, na Łotwie:Polak na Łotwie, Słowo Polskie, w Kanadzie- Goniec, w Austrii - Jupiter. Na Ukrainie - Dziennik Kijowski, Kurier Galicyjski, w Wielkiej Brytanii "Nowy Czas", "Rzeczpospolita Kulturalna", w Irlandii - "Polski Express".

## Publikacje książkowe
- „Dotknięcie wieku” Warszawa–1996.
- „Sprawiedliwy w Sodomie” Bydgoszcz–1996.
- „Odlot dzikich gęsi” Warszawa 2001.
- „Nikodem Dyzma w Łyskowie” Bydgoszcz –2003.
- „Góry na niebie” Kielce 2005.
- „Ciche Kraje” - Rzeszów 2006 - wybór szkiców odnoszących się do kultury i historii 3 krajów bałtyckich.
- "Etniczne Dziedzictwo Bałtów "– Warszawa 2007 - pod patronatem Ambasad Litwy i Łotwy.
- "Wieża i inne opowiadania"-Koszalin 2007.
- "Burza pod lasem" - Warszawa 2007.
- "Wyspa Zaczarowana - Celtyckie legendy i mity dawnej Irlandii" - Sandomierz 2008, 2009.
- "Herder w Rydze i inne szkice bałtyckie" - Toruń 2008.
- "Mitologia Bałtyjska" - Sandomierz 2009.
- "Ogień przy drodze" - Poznań 2010.
- "Historia literatury łotewskiej i łatgalskiej" - Sandomierz 2010.
- "Goście stołu pańskiego" - Starachowice 2010.
- "Słownik mitów i tradycji rodzimych narodów Estonii, Litwy i Łotwy" - Starachowice 2010.
- " Mitologia estońska i liwska" - Sandomierz 2011.
- "Dawno i daleko" - Poznań 2011.
- "Czechy egzotyczne" - 2012.
- "Rzymska wojna" - Szczecin, Brzeszcze 2012.
- "Generał Franco" - Warszawa 2014.
- "Wojna domowa w Hiszpanii 1936-1939" - Poznań 2015[3].